# Sandrakatsy
Sandrakatsy est une commune rurale malgache dans la région d'Ambatosoa.